# TOPLESS DRIVER
「TOPLESS DRIVER」（トップレス・ドライバー）は、日本のバンド、SNAIL RAMPの4枚目のシングル。2000年9月13日発売。TOPLESS DRIVERはシングルのタイトルであり、「TOPLESS DRIVER」という楽曲は存在しない。
このシングルリリース後の秋から全国35か所を回るツアーを実施。ツアー終了後に制作され、2002年に発売された4枚目のアルバム『GRAVITY』には全曲とも未収録となった。現時点でSNAIL RAMP最後のオリコントップ10シングルである。

## 収録曲
1. THE BRAVE ROCK STAR
2. BABY-NO
3. tippee
4. DRAMA LACKS MOVEMENT